# Tinamou à capuchon
Nothocercus nigrocapillus
Espèce
Statut de conservation UICN

 LCA3c : Préoccupation mineure
Le Tinamou à capuchon (Nothocercus nigrocapillus) est une espèce d'oiseaux de la famille des Tinamidae.

## Répartition
Cet oiseau peuple les Andes péruviennes et boliviennes orientales.

## Liste des sous-espèces
Selon la classification de référence du Congrès ornithologique international (version 15.1, 2025) :
- Nothocercus nigrocapillus cadwaladeri Carriker, 1933 — nord-ouest du Pérou ;
- Nothocercus nigrocapillus nigrocapillus (Gray, GR, 1867) — centre du Pérou et nord de la Bolivie.